# Пјана (Бергамо)
Пјана је насеље у Италији у округу Бергамо, региону Ломбардија.
Према процени из 2011. у насељу је живело 266 становника. Насеље се налази на надморској висини од 267 м.